# Michael Matscheko
Michael Matscheko (27. prosince 1832 Vídeň – 29. ledna 1897 Vídeň) byl rakouský podnikatel a politik německé národnosti z Dolních Rakous, v 2. polovině 19. století poslanec Říšské rady.

## Biografie
Působil jako továrník ve Vídni.
Byl synem vysokého úředníka (dvorního rady) ministerstva zahraničí a bratrem spisovatelky Niny Hoffmannové. Studoval chemii na polytechnice ve Vídni. Účastnil se revoluce ve Vídni roku 1848 a jako poručík bojoval v jednotkách generála Józefa Bema na straně uherských revolucionářů v Sedmihradsku. Po porážce revoluce uprchl do Turecka, do Vídně se vrátil později těžce nemocen. V roce 1850 se vrátil ke studiu chemie. V prosinci 1851 byl zatčen, ale po devíti měsících zproštěn viny. Působil jako chemik v továrně na svíčky a mýdlo. V roce 1855 založil v Krakově továrnu, která ale neprosperovala. V roce 1866 se vrátil do Vídně a po dvacet let byl ředitelem zdejší Wagenmannovy chemické továrny. Zaregistroval si řadu patentů a vynálezů, zejména v oblasti zpracování tuků. V roce 1867 také provedl první destilaci surové ropy z Haliče a Rumunska v Rakousku. Později převzal od bratra Josefa továrnu na umělý kámen (firma Matscheko & Schredl) a podílel se na podnikání v těžbě uhlí a ropy.
Roku 1879 se spolu s Wilhelmem Exnerem zasloužil o vznik vídeňského institutu Technologisches Gewerbemuseum. Byl funkcionářem dolnorakouského Spolku inženýrů a architektů a dolnorakouského živnostenského spolku, jehož prezidentem byl v letech 1877–1880 a 1887–1893. V této funkci se koncem 70. let angažoval v prosazování zavádění ochranných cel. Byl prezidentem výboru pro přípravu živnostenské výstavy roku 1880.
Byl také aktivní v politice. Zasedal jako poslanec Říšské rady (celostátního parlamentu Předlitavska), kam nastoupil ve volbách roku 1879 za kurii měst v Dolních Rakousích, obvod Vídeň, IV. okres. Mandát zde obhájil ve volbách roku 1885. Ve volebním období 1879–1885 se uvádí jako Michael Matscheko, majitel realit, bytem Vídeň.
Po volbách roku 1879 se uvádí jako ústavověrný poslanec. Na Říšské radě se v říjnu 1879 zmiňuje jako člen staroněmeckého Klubu liberálů (Club der Liberalen). Od roku 1881 byl členem klubu Sjednocené levice, do kterého se spojilo několik ústavověrných (liberálně a centralisticky orientovaných politických proudů). Za tento klub uspěl i ve volbách roku 1885. Po rozpadu Sjednocené levice přešel do frakce Německorakouský klub. V roce 1890 se uvádí jako poslanec obnoveného klubu německých liberálů, nyní oficiálně nazývaného Sjednocená německá levice. Kandidoval i ve volbách roku 1891, ale porazil ho kandidát antisemitů Wilhelm Philipp Hauck.
Za zásluhy mu byl udělen Řád železné koruny a Řád Františka Josefa.
Zemřel v lednu 1897.